# Pfarrkirche Aflenz

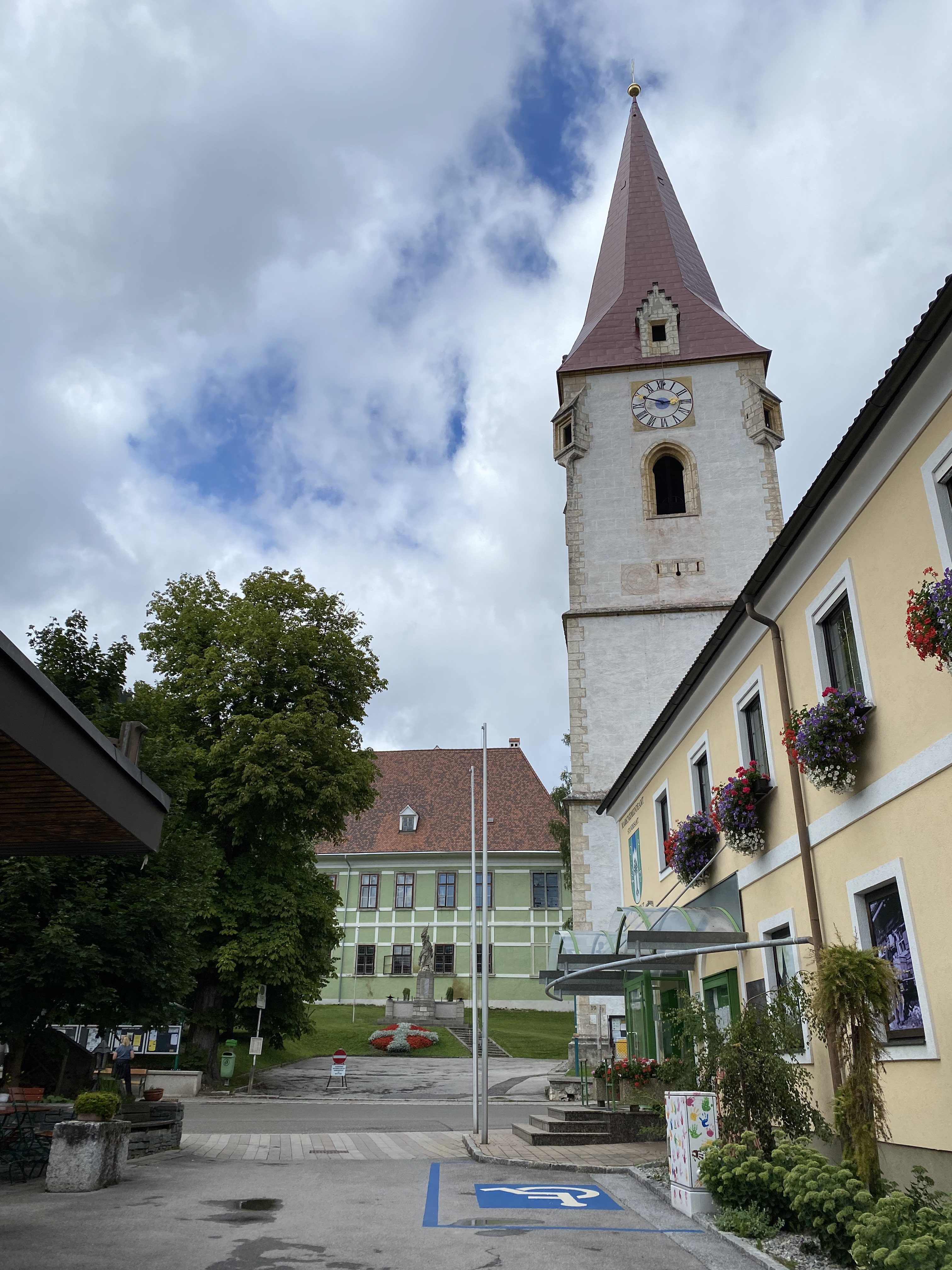
Propstei und Pfarrkirche Aflenz

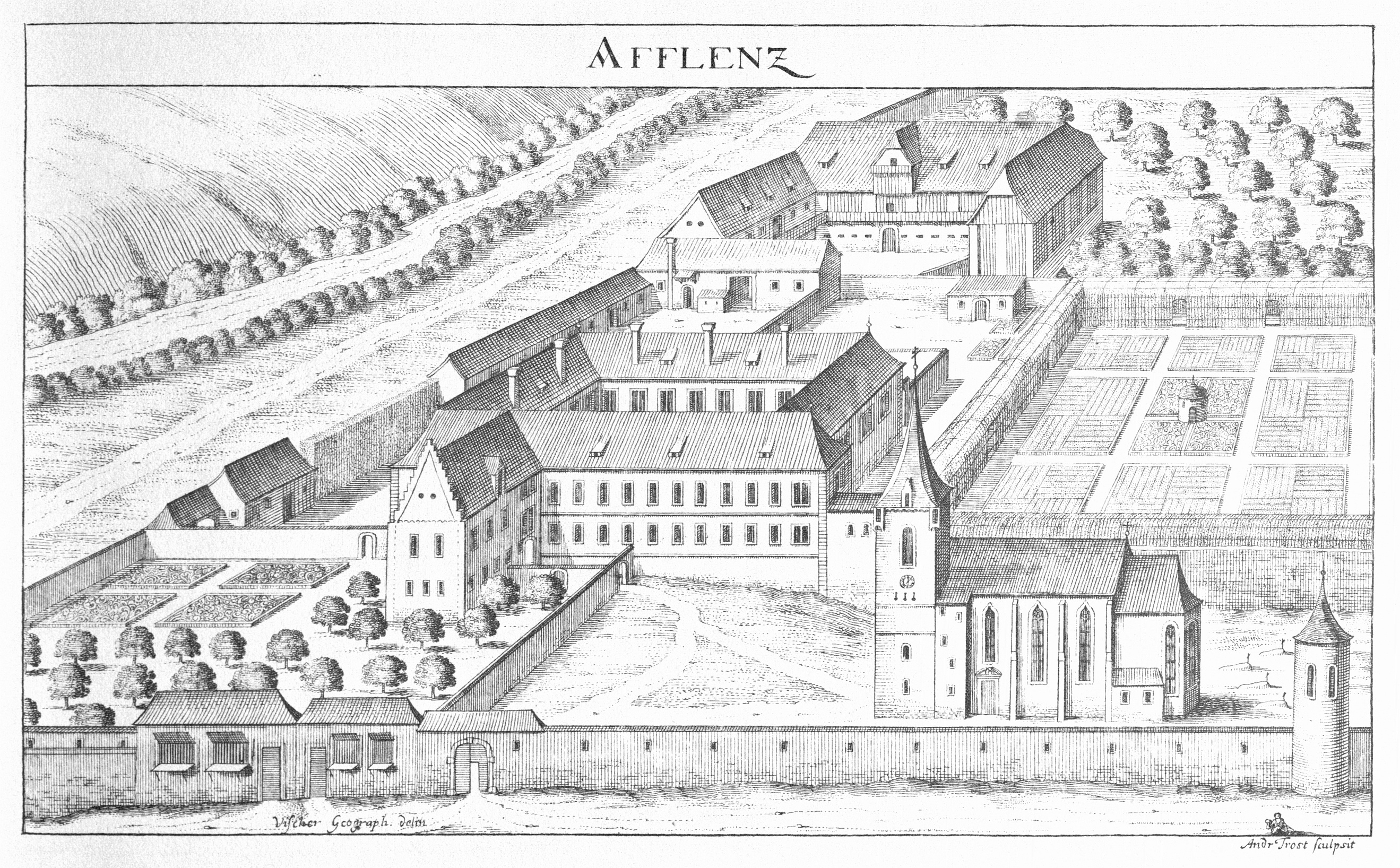
AFFLENZ mit Pfarrkirche (1681)

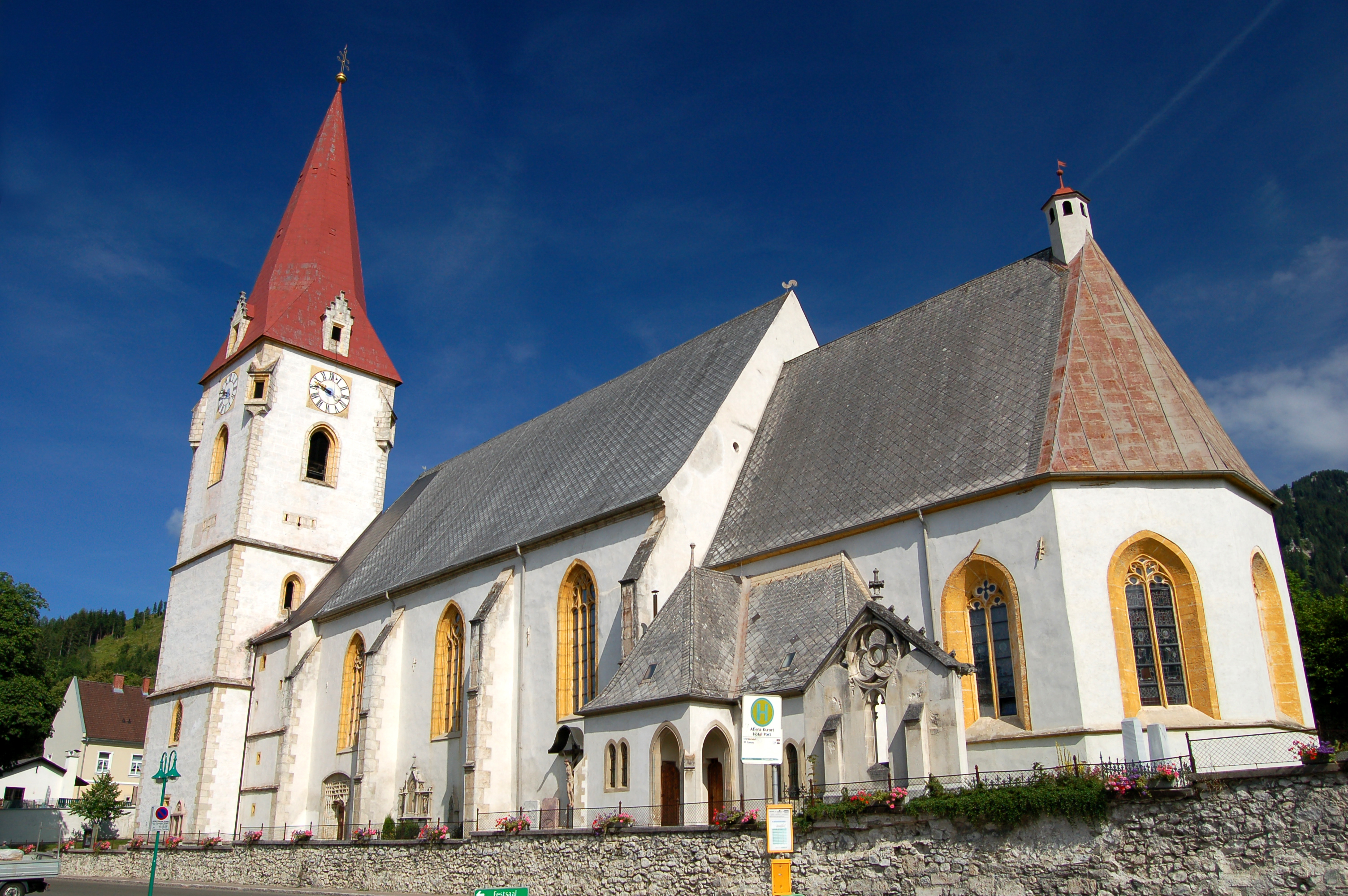
Kath. Pfarrkirche hl. Petrus in Aflenz

Die Pfarrkirche Aflenz steht im Ort Aflenz Kurort in der Marktgemeinde Aflenz im Bezirk Bruck-Mürzzuschlag in der Steiermark. Die dem hl. Petrus geweihte römisch-katholische Pfarrkirche gehört zur Region Obersteiermark Ost der Diözese Graz-Seckau und war bis 1958 dem Stift St. Lambrecht inkorporiert. Die Kirche mit Kirchhof und Kriegerdenkmal stehen unter Denkmalschutz (Listeneintrag).

## Geschichte
Die Pfarre wurde 1066 urkundlich genannt und gilt als Mutterpfarre sämtlicher Kirchen dieser Gegend. Die Pfarre war von 1103 bis 1958 dem Stift St. Lambrecht inkorporiert. 1155 bestand im Ort eine Zelle mit fünf Mönchen. Ab der Mitte erfolgte ein Umbau und Neubau der vermutlich dreischiffigen romanischen Kirche durch im Ort lebende Meister. 1451 wurde mit dem Turmbau begonnen. 1471 wurde mit Peter Pögl der Chor erbaut. Von 1490 bis gegen 1519 erfolgte wohl mit Meister Wolfgang die Errichtung des Kirchenschiffes und des Turmobergeschoßes. Weitere neun Meisternamen sind genannt. Eine Weihe der Kirche wurde für 1503 genannt. Die Kirche wurde wohl erst gegen 1510 vollendet. Restaurierungen waren 1905/1906, 1959 innen, 1967 außen, 1973 und 2002 innen.

## Architektur
Das dreieinhalbjochige hohe, weite und helle Langhaus, um drei Stufen niedriger gelegt als der Chor, hat besonders ausgeprägte außen abgetreppte halb eingezogene Strebepfeiler, wodurch sich innen Nischen mit Durchgängen bilden. Überwölbt ist das Langhaus mit einem reich geschlungenen Netzrippengewölbe mit freilaufenden Rippen zu den Seitenwänden. Die Schlusssteine des Gewölbes sind bemerkenswert figural ausgebildet. Der Strebepfeilern wurden innen 3/4-Kreisdienste vorgelegt. Die Maßwerkfenster sind dreibahnig und haben Scheiben aus 1906. Die bemerkenswerte dreiachsige Empore im westlichen Halbjoch ist mit einem Schlingrippengewölbe unterwölbt. Die Seitenachsen der Empore sind zurückgesetzt, die Mittelachse ist erkerartig vorkragend und steht auf zwei Rundsäulen. Die Bogenlaibungen der Empore zeigen gedrehte Stäbe und die Brüstung zeigt Vierpassfelder. An den Langhauswänden sind steinerne Reliefbüsten der zwölf Apostel aus dem Ende der Bauzeit.
Der eingezogene zweijochige Chor mit einem Fünfachtelschluss um drei Stufen erhöht zum Langhaus ist niedriger als das Langhaus und ist mit einem Kreuzrippengewölbe mit Wappenschildschlusssteinen auf 3/4-Runddiensten auf Wandvorlagen überwölbt. Der Triumphbogen schnürt den Chor ein und zeigt am Gewölbeansatz einen gedrehten Stab.

Der mächtige Turm als Wehrturm steht mittig an der Südecke der Westfront und tritt damit zur Hälfte über die Südfront des Langhauses hinaus und zeigt an der Südseite die Jahresangabe 1451. Der dreigeschoßige Turm hat Traufgesimse. Das oberste Turmgeschoß ist mit Schießkammern und Eckerkern (1510) als Wehrgeschoß ausgebildet und trägt einen Spitzhelm.

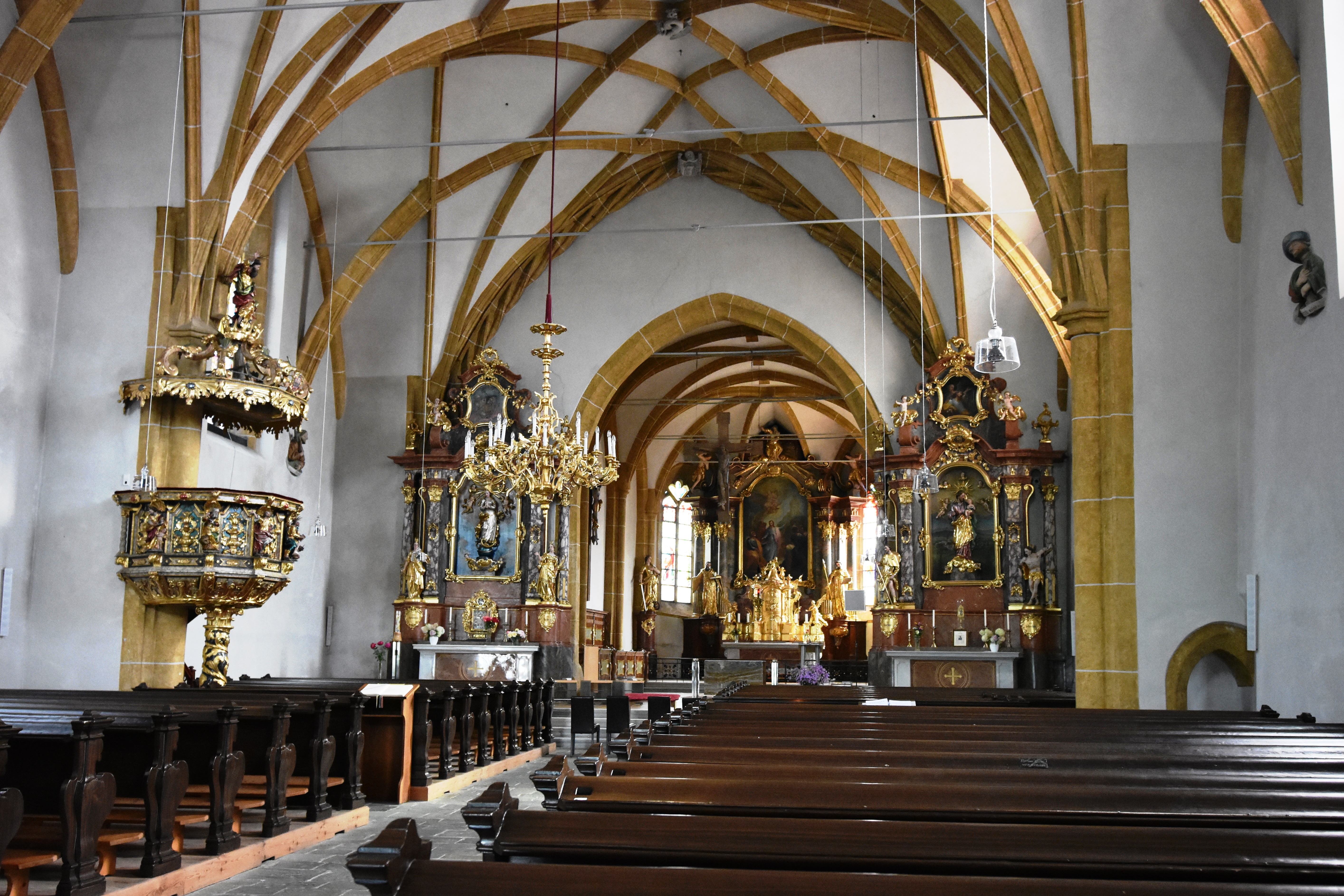
Langhaus
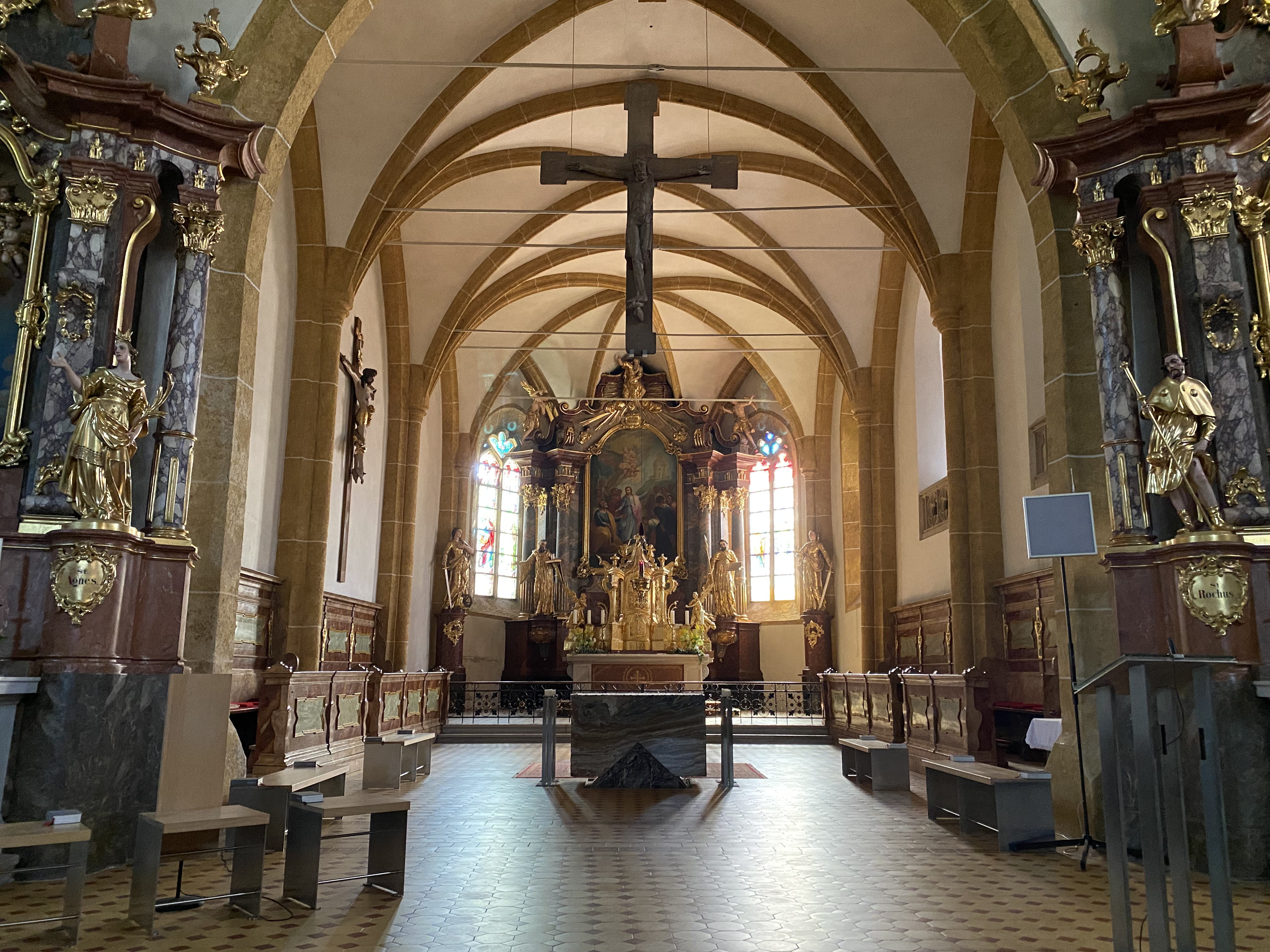
Altarraum
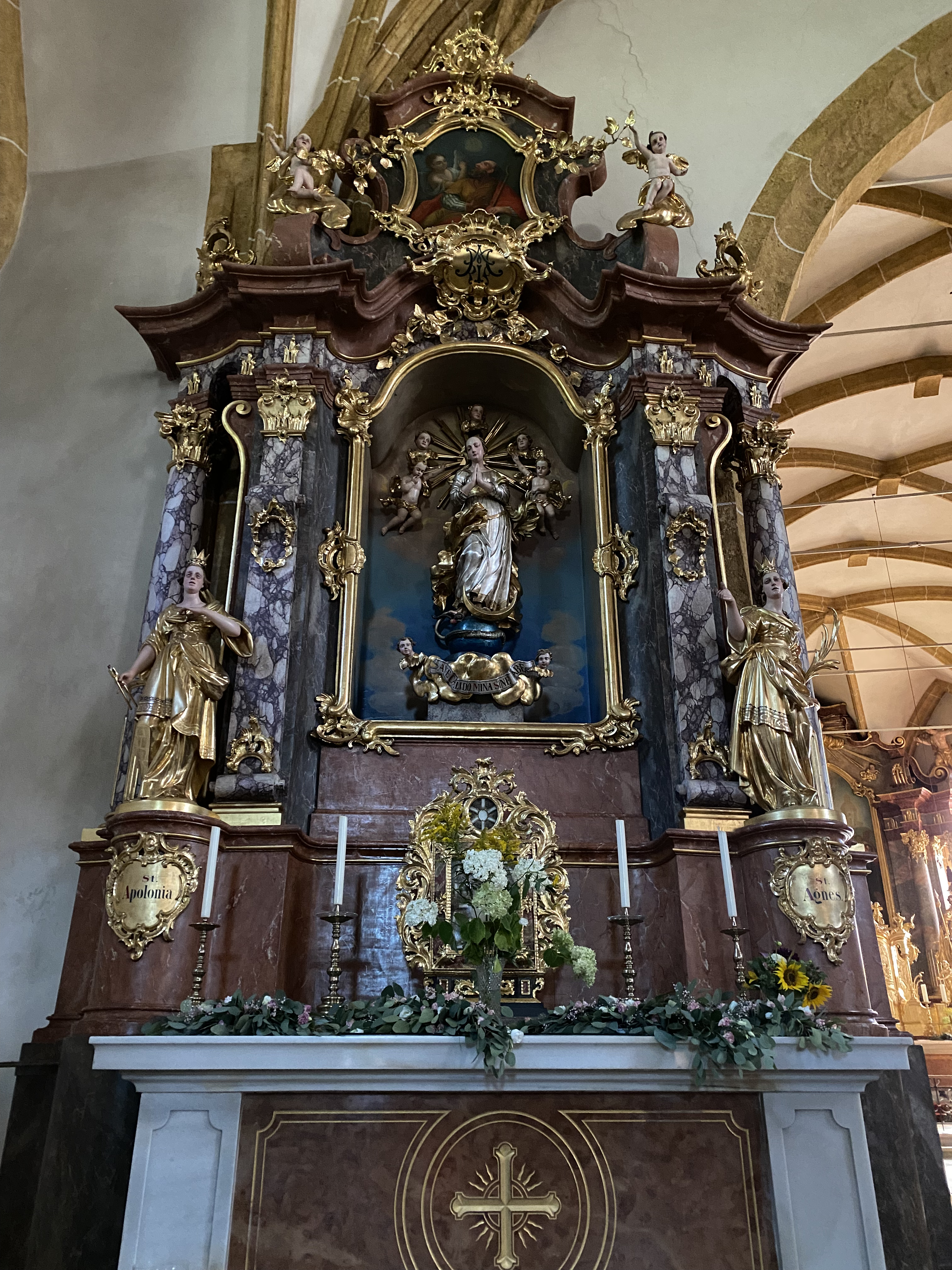
Linker Seitenaltar
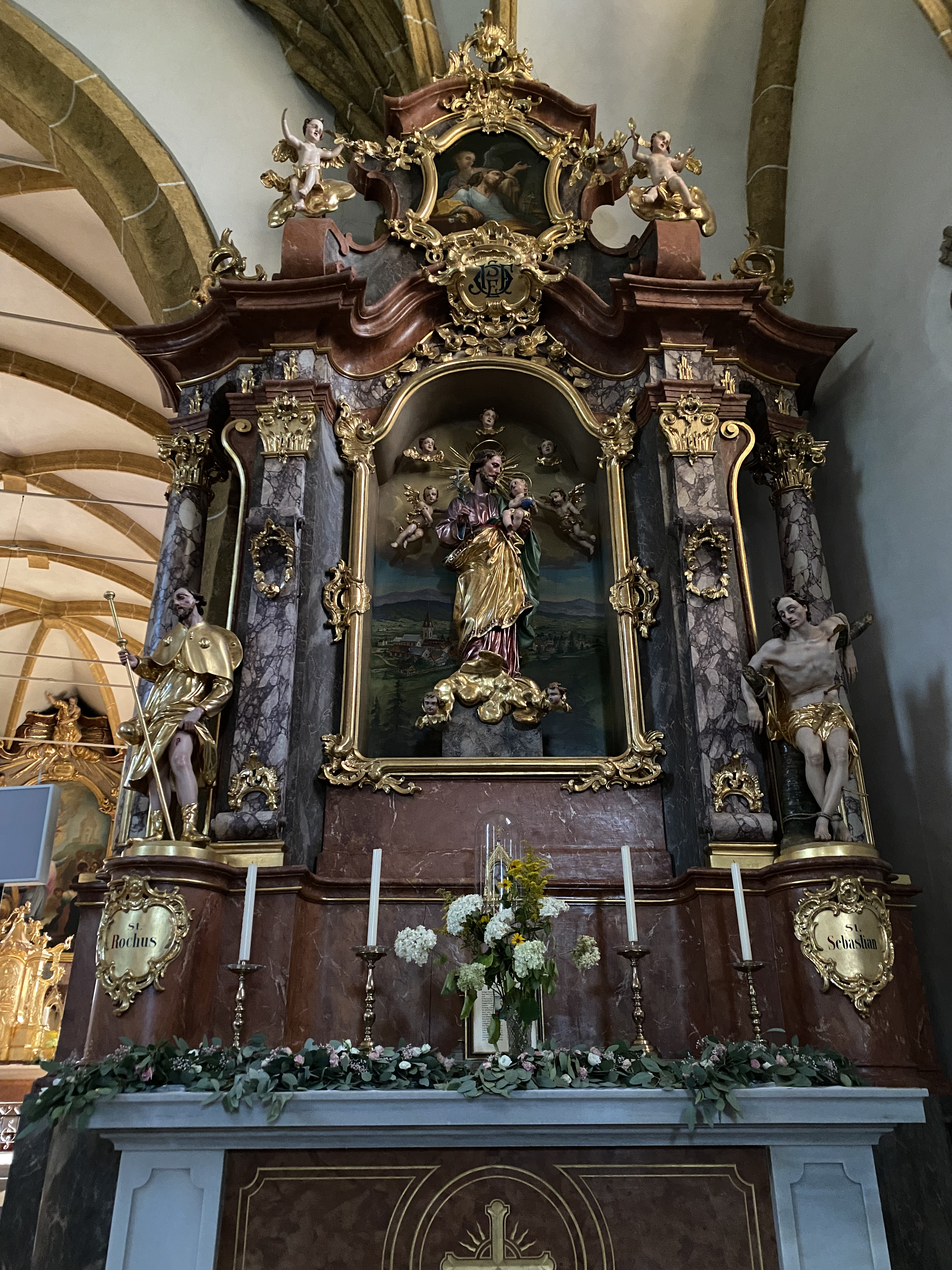
Rechter Seitenaltar
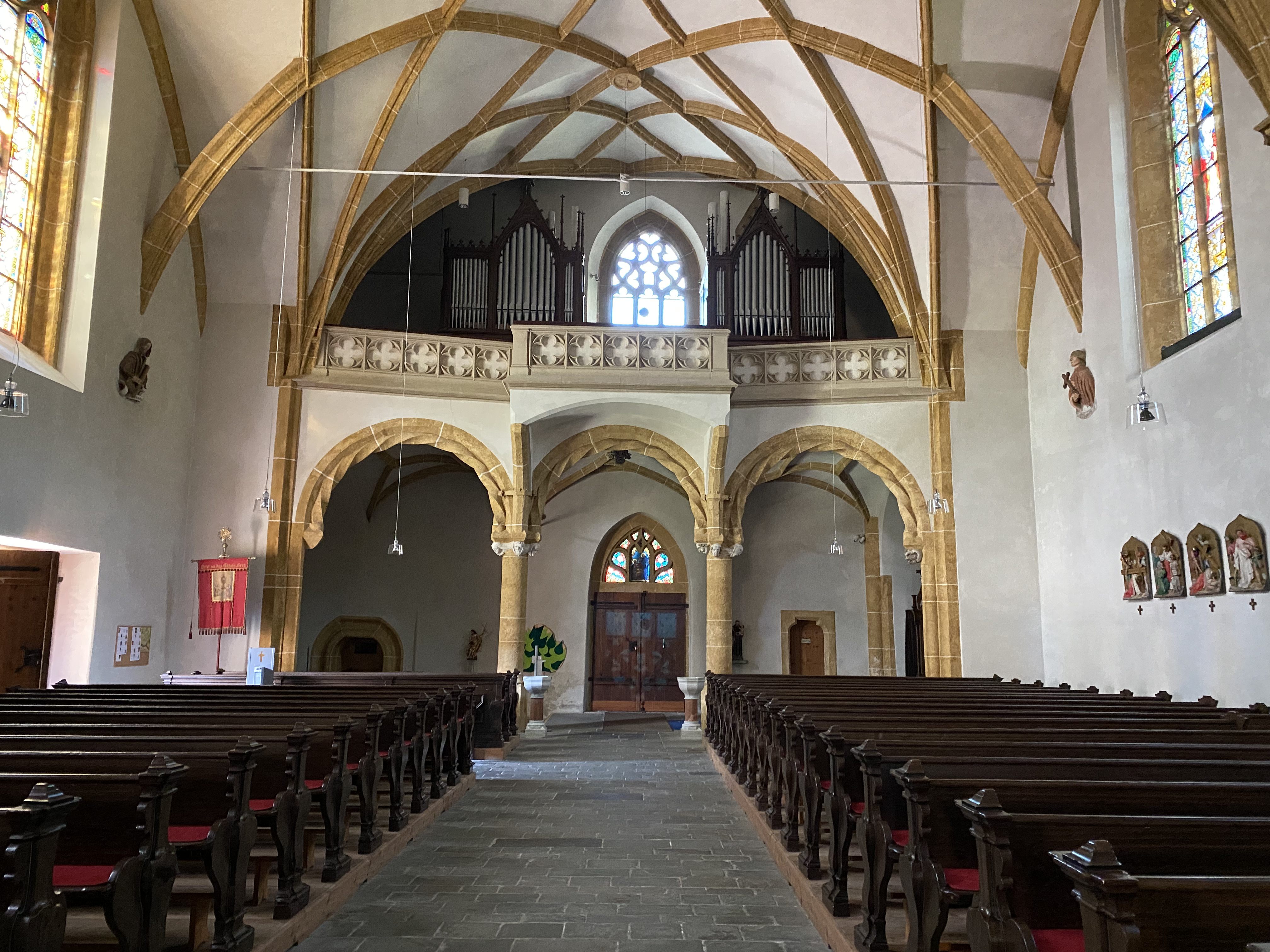
Empore mit zweiteiligem Orgelprospekt

## Ausstattung
Der Hochaltar und der freistehende Tabernakel und die Seitenaltäre entstanden nach 1770.
Die Orgel aus 1908 mit 21 Registern wurde von Matthäus Mauracher in Graz gebaut.